# Mitsui Chemicals
Mitsui Chemicals, Incorporated (jap. 三井化学株式会社, Mitsui Kagaku Kabushiki kaisha) ist ein japanisches Chemieunternehmen mit Firmensitz in Tokio.
Das Unternehmen gehört zu Mitsui Group und betreibt sechs Werke in Japan. Größte Einzelaktionäre von Mitsui Chemicals sind durch Trust Accounts die Master Trust Bank of Japan mit knapp sieben Prozent der Aktien und die Japan Trustee Services Bank sowie Mitsui & Co. mit je über vier Prozent der Anteile (Stand: 31. März 2008).

## Geschichte
1912 begann der Mutterkonzern Mitsui mit der Produktion von Kokereichemikalien. 1933 wurde Toyo Koatsu Industries und 1941 Mitsui Chemical Industry gegründet, die 1968 zu Mitsui Toatsu Chemicals fusionierten. 1955 wurde darüber hinaus Mitsui Petrochemical Industries gegründet, mit der sich Mitsui Toatsu Chemicals am 1. Oktober 1997 zu Mitsui Chemicals vereinigte.

## Tochterunternehmen
Zusammen mit Idemitsu Kōsan wird das Gemeinschaftsunternehmen Prime Polymer (Polyolefine) betrieben.
Mitsui Chemicals Tohcello ist ein Hersteller von Verpackungsfolien.
Mitsui Chemicals Agro stellt die Fungizide Hymexazol (Tachigaren), Simeconazol (Sanlit / Mongarit) und Flusulfamid (Nebijin) sowie die Insektizide Etofenprox (Trebon / Vectron), Dinotefuran (Starkle) und Penthiopyrad sowie das Akarizid Milbemectin (Koromite / Milbeknock) her.
In Deutschland hat die Gruppe 2013 die Firma Heraeus Kulzer und 2020 die ARRK erworben. In Europa wird die Gruppe durch die Mitsui Chemicals Europe GmbH repräsentiert.

## Werke
- Kashima, Kamisu
- Ichihara (mit Mobara)
- Nagoya
- Osaka
- Iwakuni-Ohtake
- Ōmuta: XDI-Anlage[8]